# Viktors Ščerbatihs
Viktors Ščerbatihs (ros. Виктор Щербатых, Wiktor Szczerbatych; ur. 6 października 1974 w Dobele) – łotewski sztangista rosyjskiego pochodzenia, parlamentarzysta, dwukrotny medalista olimpijski, czterokrotny medalista mistrzostw świata, pięciokrotny mistrz Europy.
Największym jego sukcesem jest srebrny medal igrzysk olimpijskich 2004 w Atenach i brązowy igrzysk olimpijskich 2008 w Pekinie oraz mistrzostwo świata w 2007. Startuje w kategorii powyżej 105 kg.
Od 2006 poseł na Sejm z ramienia ZZS. W wyborach 2010 nie uzyskał reelekcji.

## Największe osiągnięcia
| Rok  | Rodzaj zawodów       | Miasto             | Miejsce | Wynik    |
| ---- | -------------------- | ------------------ | ------- | -------- |
| 1997 | Mistrzostwa świata   | Chiang Mai         | 3       | 412,5 kg |
| 1998 | Mistrzostwa świata   | Lahti              | 3       | 422,5 kg |
| 1999 | Mistrzostwa Europy   | A Coruña           | 3       | 435 kg   |
| 2000 | Mistrzostwa Europy   | Sofia              | 3       | 445 kg   |
| 2001 | Mistrzostwa Europy   | Trenczyn           | 1       | 440 kg   |
| 2003 | Mistrzostwa świata   | Vancouver          | 3       | 445 kg   |
| 2004 | Mistrzostwa Europy   | Kijów              | 2       | 437,5 kg |
|      | Igrzyska Olimpijskie | Ateny              | 2       | 455 kg   |
| 2005 | Mistrzostwa Europy   | Sofia              | 1       | 450 kg   |
| 2006 | Mistrzostwa Europy   | Władysławowo       | 1       | 445 kg   |
| 2007 | Mistrzostwa Europy   | Strasburg          | 1       | 447 kg   |
|      | Mistrzostwa świata   | Chiang Mai         | 1       | 442 kg   |
| 2008 | Mistrzostwa Europy   | Lignano Sabbiadoro | 1       | 447 kg   |
|      | Igrzyska Olimpijskie | Pekin              | 3       | 448 kg   |